# Ceremonimästare
Ceremonimästare är en ämbetsman, till exempel vid ett hov eller ett ordenssällskap, med uppgift att övervaka att ceremoniel (etikettregler och formaliteter) iakttas vid högtidligheter.

## Historia
I Sverige finns sedan 1802 en överceremonimästare, en ceremonimästare och en vice ceremonimästare vid hovstaterna. De ingår i ceremonistaten och tjänstgör vid högtidliga tillfällen. Överceremonimästaren är i regel en före detta ambassadör och ansvarar för kontakterna med utländska diplomater. Tidigare fanns en ceremonimästare även vid Kungl. Maj:ts Orden.
Från 1800-talet fram till 1974 var ceremonimästaren samtidigt rikshärold.

## Övereremonimästare
- ????–???? Johan Jacob Burensköld
- 1701–1712 Johan Gabriel Sparfwenfeldt
- 1732–1743 Gustaf Cronström
- ????–???? Jakob Silfverstedt
- 1748–???? Johan Bergenstierna
- 1748–???? Hakvin Stiernblad
- 1758–1767 Lennart Ribbing
- 1778–1782 Carl Anders Plommenfelt
- 1782–???? Jean de Bedoire
- 1802–1826 Leonard von Hauswolff
- 1826–1828 Åke Gustaf Oxenstierna (stf)
- 1828–1831 Martin von Wahrendorff
- 1831–1843 Carl Gustaf Eickstedt d'Albedyhll
- 1843–1854 Carl Jedvard Bonde
- 1855–1863 Ulric Wilhelm Gyldenstolpe
- 1863–1883 Filip von Saltza
- 1883–1896 Carl Fredrik Palmstierna
- 1896–1900 Carl Carlson Bonde
- 1902–1907 Fredrik von Rosen
- 1907–1918 Robert Sager
- 1919–1950 Eugène von Rosen
- 1950–1953 Louis Carl Gerard Etienne de Geer af Leufsta
- 1953–1970 Joen Lagerberg
- 1971–1977 Alexis Aminoff
- 1977–1983 Tore Tallroth
- 1983–1988 Axel Lewenhaupt
- 1988–1995 Carl Gustaf von Platen
- 1995–2000 Tom Tscherning
- 2000–2005 Christer Sylvén
- 2005–2011 Magnus Vahlquist
- 2011–2014 Lars Grundberg
- 2014–2023 Johan Molander
- 2023–idag Anders Ahnlid